# Ron Hill
Ron Hill, właśc. Ronald J. Hill MBE (ur. 25 września 1938 w Accrington, zm. 23 maja 2021 w Tameside) – brytyjski lekkoatleta maratończyk, złoty medalista mistrzostw Europy w 1969 z Aten. Kawaler Orderu Imperium Brytyjskiego (MBE).

## Życiorys
Na igrzyskach Brytyjskiej Wspólnoty Narodów reprezentował Anglię, a na pozostałych imprezach międzynarodowych Wielką Brytanię.
Wystąpił w maratonie na mistrzostwach Europy w 1962 w Belgradzie, ale nie ukończył biegu. Zdobył brązowy medal  w biegu na 5000 metrów na uniwersjadzie w 1963 w Porto Alegre.  Na letnich igrzyskach olimpijskich w 1964 w Tokio zajął 18. miejsce w biegu na 10 000 metrów i 19. miejsce w maratonie. Zajął 5. miejsce w biegu na 6 mil na igrzyskach Imperium Brytyjskiego i Wspólnoty Brytyjskiej w 1966 w Kingston. Na mistrzostwach Europy w 1966 w Budapeszcie zajął 12. miejsce w maratonie. Na igrzyskach olimpijskich w 1968 w Meksyku zajął 7. miejsce w biegu na 10 000 metrów.
Zwyciężył w biegu maratońskim na mistrzostwach Europy w 1969 w Atenach, przed Belgiem Gastonem Roelantsem. Zdobył złoty medal w tej konkurencji na igrzyskach Brytyjskiej Wspólnoty Narodów w 1970 w Edynburgu przed obrońcą tytułu Jimem Alderem ze Szkocji. Ustanowił wówczas rekord Wielkiej Brytanii czasem 2:09:28.
Zdobył brązowy medal w maratonie na mistrzostwach Europy w 1971 w Helsinkach, na igrzyskach olimpijskich w 1972 w Monachium zajął w tej konkurencji 6. miejsce, a na igrzyskach Brytyjskiej Wspólnoty Narodów w 1974 w Christchurch 18. miejsce.
Zwyciężył również w Maratonie Bostońskim w 1970, a także w Maratonie w Enschede w  1973 i 1975 i w Maratonie Dębno w 1975.
Był mistrzem Wielkiej Brytanii (AAA) w biegu na 6 mil w 1963 i w biegu na 10 mil w latach 1965-1969 oraz wicemistrzem na 6 mil w 1964 i 1965 oraz na 10 mil w 1970, a także mistrzem w maratonie w 1969, 1971 i 1972 oraz wicemistrzem w 1973.
Był rekordzistą świata w biegu na 15 mil (1:12:48,2), biegu na 25 000 metrów (1:15:22,6, oba rekordy ustanowione 21 lipca 1965 w Bolton) i dwukrotnie w biegu na 10 mil (do czasu 46:44,0 9 listopada 1968 w Leicester).
Po zakończeniu kariery założył firmę produkującą odzież sportową, obecnie działającą pod nazwą Ronhill.